# 2005年度壹電視大獎得獎名單
2005年度壹電視大獎頒獎典禮於2005年3月31日在尖沙咀舉行，並由劉德華、胡楓及薛家燕擔任頒獎嘉賓。

## 十大電視節目
- 第一位：金枝慾孽
- 第二位：棟篤神探
- 第三位：繼續無敵獎門人
- 第四位：甜孫爺爺
- 第五位：一屋兩家三姓人
- 第六位：隔世追兇
- 第七位：開心大發現[2]
- 第八位：血薦軒轅
- 第九位：皆大歡喜
- 第十位：有線娛樂新聞報導[2]

## 十大電視藝人[1]
- 第一位：鄧萃雯
- 第二位：林保怡
- 第三位：宣　萱
- 第四位：佘詩曼
- 第五位：張可頤
- 第六位：黎　姿
- 第七位：陳　豪
- 第八位：郭可盈
- 第九位：黃子華
- 第十位：吳卓羲

## 其他獎項
- 2005壹電視 最有前途男藝人：方力申[1]
- 2005壹電視 最有前途女藝人：曹敏莉[1]
- Omiz 傑出品味藝人大獎：陳豪
- 奇華餅家 最優異演員大獎：黎姿
- Giormani 精彩角色演繹大獎：林保怡
- Philips 星勢非凡大獎：古巨基[1]
- 恆豐金至尊 最有氣質藝人大獎：宣萱
- Happy Shop 長青藝人大獎：陳秀珠
- Ferti "Style & Chic" 藝人大獎：胡杏兒
- Sinomax 健康時尚生活大獎：陳豪
- 鑽石能量水 健康活力大獎：楊思琦
- 現代美容中心 纖體之星大獎：張敏[1]
- 纖悅 健康風采美態之星大獎：郭可盈